# Katarzyna Dźwigalska
Katarzyna Dźwigalska z domu Czubak (ur. 25 sierpnia 1985) – polska koszykarka występująca na pozycji rozgrywającej (PG). Reprezentantka Polski, medalistka mistrzostw Polski, obecnie zawodniczka PolskaStrefaInwestycji Enea Gorzów Wielkopolski.
Przez całą karierę związana z AZS PWSZ Gorzów Wielkopolski, z którym w 2001 debiutowała w I lidze, w 2004 wywalczyła awans do ekstraklasy, w latach 2009 i 2010 zdobyła wicemistrzostwo Polski, w latach 2008 i 2011 brązowy medal mistrzostw Polski.
Z reprezentacją młodzieżową (U20) zdobyła w 2005 wicemistrzostwo Europy. W 2007 zdobyła brązowy medal letniej Uniwersjady. Z reprezentacją Polski seniorek wystąpiła na mistrzostwach Europy w 2011, zajmując z drużyną 11 miejsce.
W czerwcu 2009 wyszła za mąż za Pawła Dźwigalskiego.
17 maja 2018 powróciła do składu InvestInTheWest AZS AJP Gorzów Wielkopolski. 22 maja 2019 przedłużyła umowę z zespołem.

## Osiągnięcia
Stan na 11 stycznia 2022, na podstawie, o ile nie zaznaczono inaczej.
Drużynowe
- Wicemistrzyni Polski (2009, 2010, 2019[5])
- Brązowa medalistka mistrzostw Polski (2008, 2011, 2020)
- Awans do PLKK (2004)
- Uczestniczka rozgrywek:
  - Euroligi (2009–2011)
  - Eurocup (2007–2009)

Indywidualne
- MVP kolejki EBLK (14 – 2021/2022)[6]
- Zaliczona do I składu kolejki EBLK (14 – 2021/2022)[7]
- Uczestniczka meczu gwiazd PLKK (2010, 2011)
- Odznaczona Odznaką Honorową Miasta Gorzowa Wielkopolskiego (2011)

Reprezentacja
- Wicemistrzyni Europy U–20 (2005)
- Brązowa medalistka uniwersjady (2007)[8]
- Uczestniczka:
  - mistrzostw Europy (2011 – 11. miejsce)
  - uniwersjady (2007, 2009 – 5. miejsce)